# Pterolocera insignis
Pterolocera insignis is een vlinder uit de familie van de Anthelidae. De wetenschappelijke naam van de soort is voor het eerst geldig gepubliceerd in 1856 door Herrich-Schäffer.